# John Gordon (árbitro)
John Robertson Proudfoot Gordon (Inverness, Escocia; 2 de febrero de 1930 – Dundee, Escocia; 2000) fue un árbitro de fútbol escocés.
Gordon dirigió dos partidos en la Copa Mundial de Fútbol de 1978: Túnez - México y Países Bajos - Austria. Tras finalizar la Copa Mundial de Fútbol fue suspendido por la Asociación Escocesa de Fútbol por haber recibido regalos por un valor de 1000 libras esterlinas de parte del AC Milan, en el partido que enfrentaba al equipo italiano con el PFC Levski Sofia en la Copa de la UEFA.